# Nekrolog 1. Quartal 1954
Nekrolog
◄◄
| ◄
| 1950
| 1951
| 1952
| 1953
| 1954 | 1955 | 1956 | 1957 | 1958 | ► | ►►
1. Quartal |
2. Quartal |
3. Quartal |
4. Quartal 1954
Weitere Ereignisse | Allgemeiner Nekrolog 1954
Die Beschreibung der verstorbenen Person sollte so kurz wie möglich gehalten sein und nur deren signifikante Tätigkeit(en) enthalten.
Neue Namen ggf. auch unter dem Geburts- und Sterbedatum, also etwa unter 1. Januar und im Geburts- und Sterbejahr (2024) eintragen (nur bei entsprechender großer Wichtigkeit). Für Beispiele siehe die schon vorhandenen Artikel.
Außerdem über die fünf zuletzt Verstorbenen, zu denen es einen ausreichend guten Artikel für eine Präsentation auf der Hauptseite gibt, nach der todesbedingten Überarbeitung der Artikel ggf. auch unter Wikipedia Diskussion:Hauptseite informieren und sie am besten auch in den anderen Wikipedia-Sprachversionen eintragen. Tipp: Regelmäßig bei news.google.de nach „ist tot“, „gestorben“ oder „verstorben“ suchen.
Wenn eine Person gestorben ist, gibt es viele Seiten zu dieser Person in der Wikipedia, die davon auch betroffen sind und entsprechend aktualisiert werden müssen. Beispiele: Namenübersichtsseite, Geburtsjahr, Geburtsort-Seiten und viele mehr.
Wie finde ich die betroffenen Seiten?
Im Suchfeld auf der linken Seite gibt man den Suchbegriff so ein: „Vorname Nachname“. Dann klickt man auf Volltext und alle Seiten mit entsprechendem Suchtext werden aufgerufen. Hier sieht man dann schnell, wo auch das Todesjahr Sinn macht oder sogar ein Teil des Artikels angepasst werden muss. Auch hilft das „Werkzeug“ auf der linken Seite sehr gut, um solche Seiten aufzufinden: „Links auf diese Seite“. Somit ist die Wikipedia wieder aktuell in allen Bereichen! Hinweis: bei Eintragung der Kategorie „Gestorben JAHR“ wird der Missbrauchsfilter 49 ausgelöst, was jedoch nicht schlimm ist. Siehe: Spezial:Missbrauchsfilter/49
Dies ist eine Liste von im ersten Quartal 1954 verstorbenen bekannten Persönlichkeiten. Die Einträge erfolgen innerhalb der einzelnen Daten alphabetisch sortiert. Tiere sind im Nekrolog für Tiere zu finden.

## Januar
| Tag        | Name                                     | Beruf, bekannt als                                                                          | Alter | Beleg |
| ---------- | ---------------------------------------- | ------------------------------------------------------------------------------------------- | ----- | ----- |
| 1. Januar  | Constantin Bock von Wülfingen            | deutscher Verwaltungsjurist und Politiker (NSDAP)                                           | 68    |       |
| 1. Januar  | Alfred Duff Cooper, 1. Viscount Norwich  | britischer Politiker, Mitglied des House of Commons, Diplomat und Autor                     | 63    |       |
| 1. Januar  | Victor Henry                             | Schweizer Politiker                                                                         | 67    |       |
| 1. Januar  | Ernst Theodor Krause                     | deutscher Maler und Restaurator                                                             | 86    |       |
| 1. Januar  | José Millán Astray                       | spanischer Militär und Begründer der Fremdenlegion                                          | 74    |       |
| 1. Januar  | Heinrich Stockmann                       | deutscher Sportjournalist                                                                   | 69    |       |
| 1. Januar  | Kalle Tuppurainen                        | finnischer Skisportler                                                                      | 49    |       |
| 2. Januar  | Harald Abatz                             | deutscher Politiker (DDP, FDP), MdHB                                                        | 60    |       |
| 2. Januar  | Oskar Benda                              | österreichischer Germanist, Literaturwissenschafter und Pädagoge                            | 67    |       |
| 2. Januar  | Edmund Marschall                         | deutscher Operettenkomiker und Spielleiter                                                  |       |       |
| 2. Januar  | James Pitcairn-Knowles                   | deutscher Maler, Grafiker und Bildhauer schottischer Abstammung                             | 90    |       |
| 3. Januar  | Ludwig Bendix                            | deutscher Jurist, Finanzberater und Nationalökonom                                          | 76    |       |
| 3. Januar  | Traugott Böhme                           | deutscher Pädagoge und Archivar                                                             | 69    |       |
| 3. Januar  | Christian Friedrich Lautenschlager       | deutscher Mechaniker und Rennfahrer                                                         | 76    |       |
| 3. Januar  | Arved von Wedderkop                      | deutscher Major, Regierungsrat und Klosterpropst von Uetersen                               | 80    |       |
| 3. Januar  | Yu Yan                                   | chinesischer Mediziner                                                                      | 74    |       |
| 4. Januar  | Michael Powolny                          | österreichischer Keramikdesigner und Bildhauer                                              | 82    |       |
| 5. Januar  | Peter Jürgensen                          | deutscher Architekt                                                                         | 80    |       |
| 5. Januar  | Hugh D. Merrill                          | US-amerikanischer Politiker und Rechtsanwalt                                                | 76    |       |
| 5. Januar  | Aimé Félix Tschiffely                    | Schweizer Lehrer, Schriftsteller und Abenteurer                                             | 58    |       |
| 6. Januar  | Roberto Gomes Pedrosa                    | brasilianischer Fußballtorhüter                                                             | 40    |       |
| 6. Januar  | Albert Kunze                             | deutscher Opernsänger, Komiker und Schriftsteller                                           | 81    |       |
| 6. Januar  | Franz Resl                               | österreichischer Schriftsteller                                                             | 70    |       |
| 6. Januar  | Arthur Zabel                             | deutscher Gewerkschafter und Politiker (SPD), MdL                                           | 62    |       |
| 7. Januar  | Alexandru Theodor Cisar                  | römisch-katholischer Bischof von Jassy und Erzbischof von Bukarest                          | 73    |       |
| 7. Januar  | Ernst Dietlein                           | evangelischer Theologe                                                                      | 69    |       |
| 7. Januar  | Ludwig Klitzsch                          | Publizist und Unternehmer                                                                   | 72    |       |
| 7. Januar  | Marfa Krjukowa                           | russische bzw. sowjetische Erzählerin und Sängerin                                          | 77    |       |
| 7. Januar  | Hans Leu                                 | Schweizer Architekt                                                                         | 57    |       |
| 7. Januar  | Paul von Schoenaich                      | deutscher Generalmajor, späterer Pazifist                                                   | 87    |       |
| 7. Januar  | Johann Stegner                           | deutscher Politiker (SPD)                                                                   | 87    |       |
| 7. Januar  | Emil Uzelac                              | österreichischer Offizier, Luftwaffenleiter                                                 | 86    |       |
| 7. Januar  | Dietrich Waßmann                         | deutscher Afrika-Missionar der Hermannsburger Mission                                       | 56    |       |
| 8. Januar  | Franz Böhner                             | deutscher Politiker (Zentrum), MdL, MdB                                                     | 64    |       |
| 8. Januar  | Auckland Geddes, 1. Baron Geddes         | britischer Politiker (Conservative Party), Offizier und Diplomat                            | 74    |       |
| 8. Januar  | Eduard Wiiralt                           | estnischer Graphiker, Bildhauer und Maler                                                   | 55    |       |
| 9. Januar  | Otto Heipertz                            | deutscher Politiker und Jurist                                                              | 69    |       |
| 9. Januar  | Horst Stephan                            | protestantischer Theologe                                                                   | 80    |       |
| 10. Januar | Bertrand Gambier                         | französischer Mathematiker                                                                  | 74    |       |
| 10. Januar | Rocky Kansas                             | US-amerikanischer Boxer italienischer Herkunft im Leichtgewicht                             | 60    |       |
| 10. Januar | Fred Raymond                             | österreichischer Komponist                                                                  | 53    |       |
| 10. Januar | Peter J. Stadelman                       | US-amerikanischer Geschäftsmann und Politiker                                               | 82    |       |
| 10. Januar | Lajos Walko                              | ungarischer Politiker im Horthy-Regime                                                      | 73    |       |
| 10. Januar | Chester Wilmot                           | australischer Kriegsberichterstatter                                                        | 42    |       |
| 11. Januar | André Diethelm                           | französischer Politiker, Mitglied der Nationalversammlung, Senator und Minister             | 57    |       |
| 11. Januar | John Allsebrook Simon, 1. Viscount Simon | britischer Jurist und Politiker, Mitglied des House of Commons                              | 80    |       |
| 11. Januar | Oscar Straus                             | österreichischer Operettenkomponist                                                         | 83    |       |
| 11. Januar | Max Zeller-Fehr                          | Schweizer Unternehmer und Apotheker                                                         | 72    |       |
| 12. Januar | William H. P. Blandy                     | Admiral der United States Navy                                                              | 63    |       |
| 12. Januar | Elmer H. Geran                           | US-amerikanischer Politiker                                                                 | 78    |       |
| 12. Januar | Erich Kastan                             | deutscher Fotograf                                                                          | 56    |       |
| 12. Januar | Wilhelm Lange                            | deutscher Hals-Nasen-Ohrenarzt                                                              | 78    |       |
| 12. Januar | Max Niedermann                           | Schweizer Altphilologe, Hochschullehrer und Politiker                                       | 79    |       |
| 13. Januar | Hermann Eschenburg                       | Lübecker Kaufmann und Politiker                                                             | 81    |       |
| 13. Januar | Adolf Gondrell                           | deutscher Conférencier, Film- und Bühnenschauspieler                                        | 51    |       |
| 13. Januar | Karl Hofmann                             | deutscher katholischer Theologe und Kirchenrechtler                                         | 53    |       |
| 13. Januar | Walter Kaldewey                          | deutscher Psychiater und T4-Gutachter                                                       | 57    |       |
| 14. Januar | Frigga Brockdorff-Noder                  | österreichisch-deutsche Schriftstellerin und Journalistin                                   | 75    |       |
| 14. Januar | Franz Schier                             | österreichischer Schlager- und Wienerliedsänger                                             | 44    |       |
| 15. Januar | Hermann Alt                              | deutscher Wissenschaftshistoriker                                                           | 64    |       |
| 15. Januar | Friedrich Castelle                       | deutscher Journalist und Schriftsteller                                                     | 74    |       |
| 15. Januar | Hermann Höpker-Aschoff                   | deutscher Politiker (DDP, DStP, FDP), MdR, MdB und Präsident des Bundesverfassungsgerichts  | 70    |       |
| 15. Januar | Theophil Ischer                          | Schweizer Lehrer und Prähistoriker                                                          |       |       |
| 15. Januar | Şükrü Kanatlı                            | türkischer General                                                                          |       |       |
| 15. Januar | Erich Otto Meynen                        | deutscher Diplomat                                                                          | 63    |       |
| 15. Januar | Rudolf Ruscheweyh                        | niederländisch-liechtensteinischer Waffenhändler, Geheimdienstmitarbeiter und Parteispender | 48    |       |
| 15. Januar | Hans Sandkuhl                            | deutscher Politiker der CDU                                                                 | 76    |       |
| 15. Januar | Erich Stahl                              | deutscher General                                                                           | 60    |       |
| 15. Januar | Bernhard Weissenborn                     | deutscher Historiker und Bibliothekar                                                       | 66    |       |
| 16. Januar | Gerhard Dulckeit                         | deutscher Philosoph und Jurist                                                              | 49    |       |
| 16. Januar | Gerhard Menz                             | deutscher Ökonom und Buchhandelsexperte                                                     | 68    |       |
| 16. Januar | Baburao Painter                          | indischer Filmregisseur und Bühnenmaler                                                     | 63    |       |
| 16. Januar | Hans Planitz                             | deutscher Rechtswissenschaftler und Rechtshistoriker                                        | 71    |       |
| 16. Januar | Michail Michailowitsch Prischwin         | russischer Schriftsteller                                                                   | 80    |       |
| 16. Januar | Isidor Schalit                           | österreichischer Zahnarzt und Zionist                                                       | 82    |       |
| 17. Januar | Leonard E. Dickson                       | US-amerikanischer Mathematiker                                                              | 79    |       |
| 17. Januar | Andrij Liwyzkyj                          | ukrainischer Politiker                                                                      | 74    |       |
| 17. Januar | Hermann Wilke                            | deutscher Politiker (SPD)                                                                   | 69    |       |
| 18. Januar | Otto Karl Bachmann                       | kommunistischer Politiker und Gewerkschafter                                                | 76    |       |
| 18. Januar | Kurt Graf                                | deutscher Schriftsteller                                                                    | 70    |       |
| 18. Januar | Sydney Greenstreet                       | britischer Schauspieler                                                                     | 74    |       |
| 18. Januar | Matwei Fjodorowitsch Schkirjatow         | sowjetischer Politiker                                                                      | 70    |       |
| 18. Januar | Karl Staab                               | römisch-katholischer Geistlicher                                                            | 78    |       |
| 19. Januar | Dick Davis                               | US-amerikanischer Jazzmusiker                                                               | 36    |       |
| 19. Januar | Hermann von Detten                       | deutscher Politiker (NSDAP)                                                                 | 74    |       |
| 19. Januar | Theodor Kaluza                           | deutscher Physiker und Mathematiker                                                         | 68    |       |
| 19. Januar | Cornelius van Oyen                       | deutscher Sportschütze                                                                      | 67    |       |
| 19. Januar | Hans Schröder                            | deutscher Kunsthistoriker und Museumsdirektor                                               | 66    |       |
| 19. Januar | Richard Thurnwald                        | österreichisch-deutscher Ethnologe                                                          | 84    |       |
| 20. Januar | Oskar Daubmann                           | Kaiserstühler Hochstapler                                                                   | 55    |       |
| 20. Januar | Boris Leontjewitsch Gorbatow             | sowjetischer Schriftsteller                                                                 | 45    |       |
| 20. Januar | Gavino Matta                             | italienischer Boxer                                                                         | 43    |       |
| 20. Januar | Emil Moog                                | deutscher Bauingenieur und Architekt                                                        | 80    |       |
| 20. Januar | Enrique Nieto y Nieto                    | spanischer Architekt des Modernismo                                                         | 70    |       |
| 20. Januar | Wilhelm Ritzenhoff                       | deutscher Leichtathlet und Tauzieher                                                        | 75    |       |
| 20. Januar | Georg Sorge                              | deutscher Radrennfahrer                                                                     | 85    |       |
| 20. Januar | Max Springer                             | deutscher Organist, Komponist und Musikpädagoge                                             | 76    |       |
| 20. Januar | Wadi' al-Bustani                         | libanesischer Maronit, Dichter und Übersetzer                                               |       |       |
| 20. Januar | Heinrich Walbe                           | deutscher Architekt, Hochschullehrer und Denkmalpfleger                                     | 88    |       |
| 21. Januar | Raimund Berger                           | österreichischer Autor                                                                      | 36    |       |
| 21. Januar | Edmund Kerchever Chambers                | englischer Literaturhistoriker, -kritiker und Shakespeare-Forscher                          | 87    |       |
| 21. Januar | Denis Fahey                              | irischer römisch-katholischer Ordensgelehrter                                               | 70    |       |
| 21. Januar | Billy Jenkins                            | deutscher Kunstreiter, Kunstschütze, Lassowerfer, Greifvogeldompteur, Autor                 | 68    |       |
| 21. Januar | Ernst Kelle                              | deutscher Maler                                                                             | 68    |       |
| 21. Januar | Elizabeth Reinhardt                      | US-amerikanische Schriftstellerin                                                           | 44    |       |
| 21. Januar | Ernst Sulzbach                           | deutscher Verlagslektor                                                                     | 66    |       |
| 22. Januar | Hugh Maude de Fellenberg Montgomery      | britischer Armeegeneral                                                                     | 83    |       |
| 22. Januar | Ernest Friederich                        | französischer Automobilrennfahrer und Mechaniker                                            | 67    |       |
| 22. Januar | Heinrich Klang                           | österreichischer Rechtswissenschaftler                                                      | 78    |       |
| 22. Januar | Luca Ermenegildo Pasetto                 | italienischer Ordensgeistlicher, Kurienerzbischof der römisch-katholischen Kirche           | 82    |       |
| 22. Januar | Margarethe von Preußen                   | deutsche Adlige, durch Heirat Landgräfin von Hessen-Kassel                                  | 81    |       |
| 22. Januar | Gustav Reißmann                          | deutscher Bildhauer                                                                         | 66    |       |
| 23. Januar | Amir Adil Arslan                         | syrischer, arabisch-nationalistischer Politiker                                             |       |       |
| 24. Januar | Fritiof Normann Andersen                 | dänischer Sprinter und Weitspringer                                                         | 55    |       |
| 24. Januar | Ernst Hueter                             | deutscher Elektrotechniker und Hochschullehrer                                              | 58    |       |
| 24. Januar | Gabriel Mayer                            | deutscher Politiker                                                                         | 75    |       |
| 24. Januar | Hellmut Weese                            | deutscher Pharmakologe, Arzt und Hochschullehrer                                            | 56    |       |
| 25. Januar | Manabendra Nath Roy                      | bengalisch-indischer Revolutionär, Philosoph, Politiktheoretiker und Aktivist               | 66    |       |
| 26. Januar | Carl Eldh                                | schwedischer Bildhauer                                                                      | 80    |       |
| 26. Januar | Adolf Spilker                            | deutscher Chemiker und Techniker                                                            | 90    |       |
| 26. Januar | Heinrich Tonscheidt                      | deutscher Politiker (CDU), MdL                                                              | 49    |       |
| 27. Januar | Hinrich Abel                             | deutscher Politiker (NSDAP) und NSDAP-Funktionär                                            | 69    |       |
| 27. Januar | Sarah Chakko                             | indische Weltkirchenrats-Präsidentin und Hochschulprofessorin                               | 49    |       |
| 27. Januar | Paul-Marie Masson                        | französischer Musikwissenschaftler und Hochschullehrer                                      | 71    |       |
| 27. Januar | Wera Ossipowa                            | russische bzw. sowjetische Psychologin                                                      | 78    |       |
| 27. Januar | Roman Stupnicki                          | polnischer Eishockeyspieler                                                                 | 40    |       |
| 28. Januar | William R. Cosentini                     | US-amerikanischer Maschinenbauingenieur und Unternehmer                                     | 42    |       |
| 28. Januar | Ernest Esclangon                         | französischer Astronom, Physiker und Mathematiker                                           | 77    |       |
| 28. Januar | Christiaan Groothoff                     | niederländischer Fußballschiedsrichter                                                      | 75    |       |
| 28. Januar | Alexander Orlow                          | russisch-sowjetischer Astronom                                                              | 73    |       |
| 28. Januar | Abraham Oyanedel Urrutia                 | chilenischer Politiker                                                                      | 79    |       |
| 28. Januar | Eugeniusz Romer                          | polnischer Geograph und Kartograph                                                          | 82    |       |
| 28. Januar | Konrad K. Solberg                        | US-amerikanischer Politiker                                                                 | 79    |       |
| 28. Januar | Heinrich Witt                            | deutscher Gewerkschafter und Politiker                                                      | 77    |       |
| 29. Januar | Walter Conrad Arensberg                  | US-amerikanischer Literaturwissenschaftler, Kryptoanalytiker und Kunstsammler               | 75    |       |
| 29. Januar | George Cattanach                         | kanadischer Lacrossespieler                                                                 | 75    |       |
| 29. Januar | Allen J. Furlow                          | US-amerikanischer Politiker                                                                 | 63    |       |
| 29. Januar | Henry Carrington Lancaster               | US-amerikanischer Romanist und Literarhistoriker                                            | 71    |       |
| 29. Januar | Edhem Mulabdić                           | bosnischer Schriftsteller                                                                   |       |       |
| 29. Januar | Ole Olson                                | US-amerikanischer Politiker                                                                 | 81    |       |
| 29. Januar | Leona Roberts                            | US-amerikanische Theater- und Filmschauspielerin                                            | 74    |       |
| 29. Januar | Hans Soph                                | deutscher Komponist, Mundartdichter und kunstgewerblicher Maler                             | 85    |       |
| 30. Januar | Gino Loria                               | italienischer Mathematikhistoriker                                                          | 91    |       |
| 30. Januar | Dorothy Stopford Price                   | irische Medizinerin                                                                         | 63    |       |
| 30. Januar | Otto Tost                                | deutscher Gewerkschaftsführer                                                               | 71    |       |
| 30. Januar | Henry Braid Wilson                       | US-amerikanischer Seeoffizier und Admiral der US Navy                                       | 71    |       |
| 31. Januar | Alfred Auerbach                          | deutscher Schauspieler und Schriftsteller                                                   | 80    |       |
| 31. Januar | Florence Bates                           | US-amerikanische Filmschauspielerin                                                         | 65    |       |
| 31. Januar | Adolfo Franci                            | italienischer Drehbuchautor                                                                 | 58    |       |
| 31. Januar | Otto Krille                              | deutscher Schriftsteller                                                                    | 75    |       |
| 31. Januar | Joseph Lechner                           | deutscher Liturgiewissenschaftler und Hochschullehrer in Eichstätt                          | 61    |       |
| 31. Januar | Vivian Woodward                          | englischer Fußballspieler                                                                   | 74    |       |
| Januar     | Jean Jenny                               | Schweizer Schwimmer und Wasserballspieler                                                   |       |       |

## Februar
| Tag         | Name                                          | Beruf, bekannt als                                                                                 | Alter | Beleg |
| ----------- | --------------------------------------------- | -------------------------------------------------------------------------------------------------- | ----- | ----- |
| 1. Februar  | Bernard Arens                                 | luxemburgischer katholischer Theologe und deutschsprachiger Schriftsteller                         | 80    |       |
| 1. Februar  | Edwin Howard Armstrong                        | US-amerikanischer Elektroingenieur, Radiotechniker und Erfinder                                    | 63    |       |
| 1. Februar  | Josef Brendle                                 | deutscher akademischer Kunstmaler                                                                  | 65    |       |
| 1. Februar  | Siegfried Breuer                              | österreichischer Theater- und Filmschauspieler                                                     | 47    |       |
| 1. Februar  | Gerhard Degenkolb                             | deutscher Manager in der Kriegsindustrie des Dritten Reichs                                        | 61    |       |
| 1. Februar  | Orvil Elliott                                 | kanadischer Turner                                                                                 | 68    |       |
| 1. Februar  | Davide Giordano                               | italienischer Chirurg, Bürgermeister Venedigs (1920–1923)                                          | 89    |       |
| 1. Februar  | Vittorio Gnecchi                              | italienischer Komponist                                                                            | 77    |       |
| 1. Februar  | Rosa Schapire                                 | deutsche Kunsthistorikerin und -sammlerin                                                          | 79    |       |
| 2. Februar  | Giuseppe Chiattone                            | Schweizer Bildhauer                                                                                | 90    |       |
| 2. Februar  | Paul Dahlen                                   | deutscher Maler und Grafiker                                                                       | 73    |       |
| 2. Februar  | Karl Muheim                                   | Schweizer Politiker (FDP)                                                                          | 66    |       |
| 2. Februar  | Theodor Rogalski                              | rumänischer Komponist                                                                              | 52    |       |
| 2. Februar  | Heinz Schattner                               | deutscher Gewichtheber                                                                             | 41    |       |
| 2. Februar  | Otto Theodor Schulz                           | deutscher Althistoriker                                                                            | 75    |       |
| 2. Februar  | William Franklin Wight                        | US-amerikanischer Botaniker                                                                        | 79    |       |
| 2. Februar  | Hella Wuolijoki                               | estnisch-finnische Schriftstellerin und Politikerin, Mitglied des Reichstags                       | 67    |       |
| 03. Februar | Rosalvo Costa Rêgo                            | brasilianischer Geistlicher                                                                        | 62    |       |
| 3. Februar  | Fernand Desmedt                               | belgischer Fechter                                                                                 | 76    |       |
| 3. Februar  | Hans Nelböck                                  | österreichischer Mörder des Philosophen Moritz Schlick                                             | 50    |       |
| 3. Februar  | Ionel Teodoreanu                              | rumänischer Schriftsteller und Anwalt                                                              | 57    |       |
| 4. Februar  | William Adams                                 | US-amerikanischer Politiker                                                                        | 92    |       |
| 4. Februar  | E. Harold Cluett                              | US-amerikanischer Politiker                                                                        | 79    |       |
| 4. Februar  | Hertha Schwanhilde von Gumppenberg-List       | deutsche Grafikerin und Illustratorin                                                              | 56    |       |
| 4. Februar  | Edith How-Martyn                              | britische Politikerin, Suffragette und eine der ersten Fürsprecherinnen der Empfängnisverhütung    | 78    |       |
| 04. Februar | Henri Scharry                                 | luxemburgischer Fußballtorhüter                                                                    | 49    |       |
| 4. Februar  | Oskar Vogl                                    | deutscher Offizier, zuletzt General der Artillerie im Zweiten Weltkrieg                            | 72    |       |
| 5. Februar  | Alberto Braglia                               | italienischer Turner                                                                               | 70    |       |
| 5. Februar  | Angus Buchanan                                | schottischer Naturforscher                                                                         | 67    |       |
| 5. Februar  | Albert Haueisen                               | deutscher Maler                                                                                    | 81    |       |
| 5. Februar  | Georg Landauer                                | zionistischer Politiker und Kolonisator                                                            | 58    |       |
| 6. Februar  | Maxwell Bodenheim                             | US-amerikanischer Autor                                                                            | 61    |       |
| 6. Februar  | Friedrich Meinecke                            | deutscher Historiker und Universitätsprofessor                                                     | 91    |       |
| 6. Februar  | Georg Herman Sieveking                        | deutscher Arzt, Politiker, MdHB                                                                    | 86    |       |
| 7. Februar  | Ludwig Lehrfreund                             | deutsch-jüdischer Rechtswanlt und Sportfunktionär                                                  | 60    |       |
| 7. Februar  | Neeltje Lokerse                               | niederländisches Dienstmädchen und Frauenrechtlerin                                                | 85    |       |
| 7. Februar  | Battling Nelson                               | US-amerikanischer Boxer dänischer Herkunft                                                         | 71    |       |
| 7. Februar  | Paul Duden                                    | deutscher Chemiker und Industrieller                                                               | 85    |       |
| 7. Februar  | Jan Adam Maklakiewicz                         | polnischer Komponist                                                                               | 54    |       |
| 7. Februar  | Anton Schwaiger                               | deutscher Elektrotechniker und Hochschullehrer                                                     | 75    |       |
| 7. Februar  | E. T. C. Werner                               | britischer Sinologe                                                                                | 89    |       |
| 8. Februar  | Herbert Bührke                                | deutscher Jurist                                                                                   | 62    |       |
| 8. Februar  | Dorothy Cundall                               | englische Badmintonspielerin                                                                       | 71    |       |
| 8. Februar  | Fritz Dittloff                                | deutscher Politiker (BHE), MdL                                                                     | 59    |       |
| 8. Februar  | György Jendrassik                             | ungarischer Erfinder                                                                               | 55    |       |
| 8. Februar  | Otto Lauckert                                 | deutscher Lehrer und Rektor sowie Regierungsrat und Freimaurer                                     | 66    |       |
| 9. Februar  | Marie-Alain Couturier                         | französischer Ordensgeistlicher und Kunstkritiker                                                  | 56    |       |
| 9. Februar  | Rodolphe Cuendet                              | Schweizer Eishockeyspieler                                                                         |       |       |
| 9. Februar  | Friedrich Hauck                               | deutscher evangelischer Geistlicher und Hochschullehrer                                            | 71    |       |
| 9. Februar  | Pierre Jolibois                               | französischer Chemiker                                                                             | 69    |       |
| 9. Februar  | Philipp Schneider                             | österreichischer Rechtsmediziner und Hochschullehrer                                               | 57    |       |
| 9. Februar  | Richard D. Volkmann                           | deutscher Kolonialoffizier in Südwestafrika                                                        | 83    |       |
| 10. Februar | Ludwig Ellinger                               | deutscher Jurist                                                                                   | 70    |       |
| 10. Februar | Robert Görlinger                              | deutscher Politiker (SPD), MdL, MdB                                                                | 65    |       |
| 10. Februar | Bernhard Hofmann                              | deutscher Jurist und Konsistorialpräsident                                                         | 64    |       |
| 10. Februar | Väinö Ikonen                                  | finnischer Ringer                                                                                  | 58    |       |
| 10. Februar | Wilhelm Schmidt                               | deutscher Geistlicher (römisch-katholisch), Steyler Missionar, Sprachwissenschaftler und Ethnologe | 85    |       |
| 11. Februar | H. Ross Ake                                   | US-amerikanischer Bankier und Politiker                                                            | 75    |       |
| 11. Februar | Arthur Duray                                  | französisch-US-amerikanischer Automobilrennfahrer                                                  | 72    |       |
| 11. Februar | Franz Mellich                                 | österreichischer Politiker (SPÖ), Mitglied des Bundesrates                                         | 62    |       |
| 11. Februar | Karl Oster                                    | deutscher Politiker (SPD), Mitglied des württembergischen Landtags                                 | 79    |       |
| 11. Februar | Karl Storch der Ältere                        | deutscher Maler und Kunstprofessor                                                                 | 90    |       |
| 11. Februar | Detlef Thomsen                                | deutscher Politiker                                                                                | 73    |       |
| 12. Februar | René Barthélemy                               | französischer Ingenieur                                                                            | 64    |       |
| 12. Februar | Luigi Bonelli                                 | italienischer Drehbuchautor                                                                        | 59    |       |
| 12. Februar | Ewald Hecker                                  | Unternehmer und später SS-Brigadeführer                                                            | 74    |       |
| 12. Februar | Honda Kōtarō                                  | japanischer Physiker                                                                               | 83    |       |
| 12. Februar | Max Muss                                      | deutscher Hochschullehrer                                                                          | 68    |       |
| 12. Februar | Hans Neikes                                   | deutscher Politiker                                                                                | 73    |       |
| 12. Februar | Dsiga Wertow                                  | sowjetischer Filmemacher                                                                           | 58    |       |
| 12. Februar | Otto Zießler                                  | deutscher Maurer und Politiker (SPD)                                                               | 74    |       |
| 13. Februar | Paul Heidelbach                               | deutscher Schriftsteller, Stadtarchivar, Herausgeber und Bibliothekar                              | 83    |       |
| 13. Februar | Agnes Macphail                                | kanadische Politikerin                                                                             | 63    |       |
| 13. Februar | Charles L. Parsons                            | US-amerikanischer Chemiker                                                                         | 86    |       |
| 13. Februar | Joseph Piller                                 | Schweizer Rechtswissenschaftler, Politiker und Richter am Bundesgericht                            | 63    |       |
| 13. Februar | Oskar Röder                                   | deutscher Tierarzt                                                                                 | 91    |       |
| 13. Februar | Franz Stesgal                                 | österreichischer Politiker (CS), Landtagsabgeordneter und Landesrat im Burgenland                  | 78    |       |
| 13. Februar | Heinrich Zerkaulen                            | deutscher Schriftsteller der Zeit des Nationalsozialismus                                          | 61    |       |
| 14. Februar | Aimé Barraud                                  | Schweizer Maler                                                                                    | 51    |       |
| 14. Februar | Karl Jakob Heinrich Brenner                   | deutscher Militär und Polizist                                                                     | 58    |       |
| 14. Februar | Günther Clausen                               | deutscher Grafiker                                                                                 | 68    |       |
| 14. Februar | Paul Dinichert                                | Schweizer Diplomat                                                                                 | 75    |       |
| 14. Februar | Henri Laurent                                 | französischer Fechter                                                                              | 72    |       |
| 14. Februar | Carlos Alberto O’Donell                       | argentinischer Botaniker                                                                           | 41    |       |
| 14. Februar | Larry Russell                                 | US-amerikanischer Filmkomponist, Arrangeur und Dirigent                                            | 40    |       |
| 15. Februar | Adrián C. Escobar                             | argentinischer Politiker und Diplomat                                                              | 70    |       |
| 15. Februar | Eugen Linz                                    | ungarisch-deutscher Dramatiker                                                                     | 64    |       |
| 15. Februar | Erik Wirl                                     | deutscher Opernsänger (Tenor) und Schauspieler                                                     | 69    |       |
| 16. Februar | Senda Berenson Abbott                         | US-amerikanische Sportlehrerin                                                                     | 85    |       |
| 16. Februar | Margarete zur Bentlage                        | deutsche Schriftstellerin                                                                          | 62    |       |
| 16. Februar | Vojtěch Blatný                                | tschechischer Chorleiter und Organist                                                              | 89    |       |
| 16. Februar | Hermann Pieper                                | deutscher Saatgutforscher                                                                          | 72    |       |
| 16. Februar | Raymond Weeks                                 | US-amerikanischer Romanist, Mediävist und Phonetiker                                               | 91    |       |
| 17. Februar | Erik Bergqvist                                | schwedischer Schwimmer, Wasserballspieler und Fußballspieler                                       | 62    |       |
| 17. Februar | Heinrich von Kaufmann-Asser                   | deutscher Ministerialbeamter und Diplomat der Weimarer Zeit                                        | 71    |       |
| 17. Februar | Joachim Lutz                                  | deutscher Maler und Journalist                                                                     | 48    |       |
| 18. Februar | Jann Berghaus                                 | ostfriesischer Regierungspräsident, Präsident der Ostfriesischen Landschaft, Politiker (FDP), MdL  | 83    |       |
| 18. Februar | Cornelius Wilhelm Karl von Heyl zu Herrnsheim | deutscher Lederindustrieller                                                                       | 79    |       |
| 18. Februar | Voldemar Mägi                                 | estnischer Ringer                                                                                  | 39    |       |
| 18. Februar | Ruth Comfort Mitchell                         | US-amerikanische Schriftstellerin und politische Aktivistin                                        | 71    |       |
| 18. Februar | Manfred Stern                                 | Kommunist, Kominternmitarbeiter und Spion des sowjetischen Militärnachrichtendienstes, GRU         |       |       |
| 18. Februar | Heinrich Wilhelm Wirth                        | Bürgermeister und Abgeordneter                                                                     | 83    |       |
| 19. Februar | Carl Hilm                                     | österreichischer Generalmajor und Schriftsteller                                                   | 99    |       |
| 19. Februar | Leo Jacobson                                  | deutscher Marineoffizier, zuletzt Vizeadmiral im Ersten Weltkrieg                                  | 91    |       |
| 19. Februar | Erik Norberg                                  | schwedischer Turner                                                                                | 70    |       |
| 19. Februar | Axel Pehrsson-Bramstorp                       | schwedischer Politiker und Ministerpräsident                                                       | 70    |       |
| 19. Februar | Wladimir Juljewitsch Wiese                    | russisch-sowjetischer Ozeanograph, Geograph, Meteorologe und Polarforscher                         | 67    |       |
| 20. Februar | Kenneth F. Cramer                             | US-amerikanischer Offizier, Generalmajor der US-Army                                               | 59    |       |
| 20. Februar | Géza Herczeg                                  | ungarischer Journalist und Schriftsteller                                                          | 65    |       |
| 20. Februar | Conrad Kayser                                 | deutscher Landschaftsmaler                                                                         | 73    |       |
| 21. Februar | William K. Howard                             | US-amerikanischer Filmregisseur                                                                    | 54    |       |
| 21. Februar | Robert Knapp                                  | österreichischer SS-Brigadeführer                                                                  | 68    |       |
| 21. Februar | Edward Matthews                               | US-amerikanischer Sänger (Bariton) und Gesangspädagoge                                             | 49    |       |
| 21. Februar | Florenz Werner                                | deutscher Geiger und Orchesterleiter                                                               | 79    |       |
| 22. Februar | Robert Leavitt                                | US-amerikanischer Leichtathlet                                                                     | 70    |       |
| 22. Februar | Herbert Siegmund                              | deutscher Pathologe                                                                                | 61    |       |
| 23. Februar | Ernst Frick                                   | Schweizer Fußballspieler                                                                           | 44    |       |
| 23. Februar | Launcelot Edward Kiggell                      | britischer Offizier, zuletzt Generalleutnant im Ersten Weltkrieg, Lieutenant Governor von Guernsey | 91    |       |
| 23. Februar | Jacques Mieses                                | deutsch-britischer Schachmeister                                                                   | 88    |       |
| 24. Februar | Wilhelm Ax                                    | deutscher Klassischer Philologe und Gymnasiallehrer                                                | 63    |       |
| 24. Februar | Fabio Conforto                                | italienischer Mathematiker                                                                         | 44    |       |
| 24. Februar | Georg Giulini                                 | deutscher Chemiker und Unternehmer                                                                 | 95    |       |
| 24. Februar | Josef Hartmann                                | österreichischer Politiker                                                                         | 73    |       |
| 24. Februar | Ferenc Herczeg                                | ungarischer Schriftsteller, Dramatiker und Parlamentarier                                          | 90    |       |
| 24. Februar | Franz Riess                                   | österreichischer Architekt                                                                         | 77    |       |
| 24. Februar | Robert Wilbrandt                              | deutscher Wirtschaftswissenschaftler und Hochschullehrer                                           | 78    |       |
| 25. Februar | Emma Ender                                    | deutsche Politikerin (DVP), MdHB                                                                   | 78    |       |
| 25. Februar | Jurij Janowskyj                               | ukrainisch-sowjetischer Schriftsteller, Dichter, Dramatiker und Drehbuchautor                      | 51    |       |
| 25. Februar | Albertina Paraíso                             | Dichterin, Journalistin und Frauenrechtlerin                                                       | 90    |       |
| 25. Februar | Josef Retter                                  | österreichischer Baumeister und Architekt                                                          | 81    |       |
| 25. Februar | Frank Samuel                                  | britischer Erfinder                                                                                | 65    |       |
| 26. Februar | David Ignatoff                                | russischer jiddischer Schriftsteller und Publizist                                                 | 68    |       |
| 26. Februar | Wladimir Wladimirowitsch Kawraiski            | sowjetischer Astronom und Kartograf                                                                | 69    |       |
| 26. Februar | Augusta von Oertzen                           | deutsche Journalistin und Schriftstellerin                                                         | 73    |       |
| 27. Februar | Bobby Ball                                    | US-amerikanischer Automobilrennfahrer                                                              | 28    |       |
| 27. Februar | Theodor Götze                                 | deutscher Heimatforscher und Museumsgründer                                                        | 75    |       |
| 27. Februar | Gustavus T. Kirby                             | US-amerikanischer Jurist, Sportler und Sportfunktionär                                             | 80    |       |
| 27. Februar | Sepp Nigg                                     | österreichischer Schauspieler                                                                      | 51    |       |
| 28. Februar | André Bordang                                 | luxemburgischer Kunstturner                                                                        | 78    |       |
|             | Hendrik Bijleveld                             | niederländischer Jurist und Politiker, Abgeordneter und Marineminister                             | 68    |       |

## März
| Tag      | Name                         | Beruf, bekannt als                                                                                              | Alter | Beleg |
| -------- | ---------------------------- | --- | ----- | ----- |
| 1. März  | Hans Anna Haunhorst          | deutscher Jurist und Autor                                                                                      | 70    |       |
| 2. März  | Paul Foster Case             | US-amerikanischer Okkultist und Rosenkreuzer                                                                    | 69    |       |
| 2. März  | Klotilde Gollwitzer-Meier    | deutsche Ärztin und Physiologin                                                                                 | 59    |       |
| 2. März  | Louis Lejeune                | deutscher Maler                                                                                                 | 77    |       |
| 2. März  | Felipe Molas López           | paraguayischer Politiker                                                                                        | 52    |       |
| 2. März  | Ernst Weitz                  | deutscher Chemiker                                                                                              | 70    |       |
| 3. März  | Cesare Brambilla             | italienischer Radrennfahrer                                                                                     | 68    |       |
| 3. März  | Georg Burghart               | deutscher evangelischer Theologe, Berliner Generalsuperintendent und Oberdomprediger                            | 88    |       |
| 3. März  | Walter Grotrian              | deutscher Astronom und Astrophysiker                                                                            | 63    |       |
| 3. März  | Pauline Rebour               | französische Feministin                                                                                         | 75    |       |
| 3. März  | Hendrik de Vries             | niederländischer Mathematiker                                                                                   | 86    |       |
| 3. März  | George Wiley                 | US-amerikanischer Radrennfahrer                                                                                 | 68    |       |
| 4. März  | Georg Göhler                 | deutscher Komponist, Dirigent, Musikerzieher und -kritiker                                                      | 79    |       |
| 4. März  | Harry Hallenberger           | US-amerikanischer Kameramann                                                                                    | 76    |       |
| 4. März  | James Jelley                 | australischer Politiker (South Australia)                                                                       | 80    |       |
| 4. März  | John A. Key                  | US-amerikanischer Politiker                                                                                     | 82    |       |
| 4. März  | Paul Rosset                  | Schweizer Politiker (LPS)                                                                                       | 81    |       |
| 04. März | Georg Tengvall               | schwedischer Segler                                                                                             | 57    |       |
| 5. März  | Julian Coolidge              | US-amerikanischer Mathematiker                                                                                  | 80    |       |
| 5. März  | Ernst Hohenberg              | österreichischer Adliger                                                                                        | 49    |       |
| 5. März  | Alexander Krüzner            | österreichischer Politiker (CSP), Abgeordneter zum Nationalrat                                                  | 64    |       |
| 5. März  | Kishida Kunio                | japanischer Dramatiker                                                                                          | 63    |       |
| 5. März  | Hermann Polenski             | deutscher Fußballtorwart                                                                                        |       |       |
| 6. März  | Peter Benedix                | deutscher Schriftsteller und Archivar                                                                           | 76    |       |
| 6. März  | Carl Eduard                  | deutscher Politiker (NSDAP), MdR, Präsident des Deutschen Roten Kreuzes, letzter regierender Herzog von Sach... | 69    |       |
| 6. März  | Hermann Dietrich             | deutscher Politiker (DDP), MdR                                                                                  | 74    |       |
| 6. März  | John Eberson                 | Architekt | 79    |       |
| 6. März  | Charles Maerschalck          | belgischer Turner                                                                                               |       |       |
| 6. März  | Massimo Massimi              | italienischer Kardinal                                                                                          | 76    |       |
| 6. März  | John Linton Myres            | britischer Althistoriker und Klassischer Archäologe                                                             | 84    |       |
| 7. März  | Heinrich Berg                | deutscher Politiker der CDU                                                                                     | 60    |       |
| 7. März  | Otto Diels                   | deutscher Chemiker und Hochschullehrer; Nobelpreisträger für Chemie (1950)                                      | 78    |       |
| 7. März  | Josef Fischl                 | österreichischer Politiker (GDVP), MdL (Burgenland)                                                             | 87    |       |
| 7. März  | Thomas Glen-Coats            | britischer Segler                                                                                               | 75    |       |
| 7. März  | Albert Hasselwander          | deutscher Mediziner                                                                                             | 76    |       |
| 7. März  | Will H. Hays                 | US-amerikanischer Politiker und Manager in der Filmwirtschaft                                                   | 74    |       |
| 7. März  | Hugh S. Hersman              | US-amerikanischer Politiker                                                                                     | 81    |       |
| 7. März  | Ludwik Hirszfeld             | Mediziner und Immunologe                                                                                        | 69    |       |
| 7. März  | Gunnar Leche                 | schwedischer Architekt und Stadtplaner                                                                          | 62    |       |
| 7. März  | Hanns Niedecken-Gebhard      | deutscher Regisseur und Intendant                                                                               | 64    |       |
| 7. März  | Ernst Winter                 | deutscher Politiker (SPD), MdB                                                                                  | 65    |       |
| 8. März  | John L. Balderston           | US-amerikanischer Bühnenautor, Journalist, Drehbuchautor                                                        | 64    |       |
| 8. März  | Émile Barazer de Lannurien   | französischer Generalmajor                                                                                      | 77    |       |
| 8. März  | Moritz von Bissing           | deutscher Hockey-, Rugby- und Tennisspieler                                                                     | 67    |       |
| 8. März  | Martin Bücking               | deutscher evangelisch-lutherischer Pfarrer und Autor                                                            | 85    |       |
| 8. März  | Otto Fricke                  | deutscher Pfarrer und Mitglied der Bekennenden Kirche                                                           | 52    |       |
| 8. März  | Hans Hofmann                 | deutscher Politiker (KPD), MdL                                                                                  | 44    |       |
| 8. März  | Hjalmar Procopé              | finnischer Politiker (Schwedische Volkspartei), Mitglied des Reichstags und Diplomat                            | 64    |       |
| 9. März  | Eva Ahnert-Rohlfs            | deutsche Astronomin                                                                                             | 41    |       |
| 9. März  | Johann Ritter von Bézard     | Offizier | 82    |       |
| 9. März  | Gustav Eichhorn              | deutscher Physiker und Rundfunkpionier in der Schweiz                                                           | 86    |       |
| 9. März  | Karl Eitel                   | deutscher Hotel- und Gastronomieunternehmer in Chicago                                                          | 83    |       |
| 9. März  | Vagn Walfrid Ekman           | schwedischer Ozeanograph                                                                                        | 79    |       |
| 9. März  | Anton Glaninger              | österreichischer Landwirt und Politiker (ÖVP), Landtagsabgeordneter                                             | 66    |       |
| 9. März  | Josefine Kramer-Glöckner     | österreichische Schauspielerin                                                                                  | 80    |       |
| 9. März  | Rudolf Schubert              | deutscher Pädagoge und Hochschullehrer                                                                          | 87    |       |
| 9. März  | Clara Westhoff               | deutsche Bildhauerin und Malerin                                                                                | 75    |       |
| 10. März | Franz Carl Endres            | deutscher Historiker, Schriftsteller und Freimaurer                                                             | 75    |       |
| 10. März | Alfred Lamoureux             | kanadischer Komponist und Musikpädagoge                                                                         | 77    |       |
| 10. März | Wilhelm Martin               | niederländischer Kunsthistoriker                                                                                | 77    |       |
| 11. März | Arthur Berkun                | deutscher Schriftsteller                                                                                        | 65    |       |
| 11. März | Robert Cantieni              | Schweizer Komponist                                                                                             | 81    |       |
| 11. März | Johannes Groß                | deutscher Politiker (Zentrum), MdR                                                                              | 74    |       |
| 11. März | Alphonse Laverrière          | Schweizer Architekt                                                                                             | 81    |       |
| 11. März | Paul Luther                  | deutscher Politiker (DVP), MdR                                                                                  | 85    |       |
| 11. März | Frankie Newton               | US-amerikanischer Jazz-Trompeter                                                                                | 48    |       |
| 11. März | Pius Parsch                  | Augustinerchorherr und katholischer Theologe                                                                    | 69    |       |
| 12. März | Chester M. Franklin          | US-amerikanischer Filmregisseur, Stummfilmschauspieler, Filmproduzent und Autor                                 | 63    |       |
| 12. März | Friedrich Rauers             | deutscher Wirtschaftshistoriker und Archivar                                                                    | 75    |       |
| 12. März | Fritz Sachße                 | deutscher Konteradmiral                                                                                         | 78    |       |
| 12. März | Marianne Weber               | deutsche Frauenrechtlerin und Rechtshistorikerin                                                                | 83    |       |
| 13. März | Hans Bernitt                 | deutscher Schriftsteller und Lyriker                                                                            | 54    |       |
| 13. März | Otto Gebühr                  | deutscher Schauspieler                                                                                          | 76    |       |
| 13. März | César Klein                  | deutscher Maler, Grafiker und Bühnenbildner                                                                     | 77    |       |
| 13. März | Alfred Otto Stolze           | deutscher Archivar                                                                                              | 64    |       |
| 14. März | Karl Drexel                  | österreichischer Politiker und Reichstagsabgeordneter                                                           | 81    |       |
| 14. März | Zdenka Faßbender             | tschechisch-deutsche Sängerin (Sopran)                                                                          | 74    |       |
| 15. März | Robert Burkhardt             | deutscher Heimatforscher                                                                                        | 79    |       |
| 15. März | Charles Piroth               | französischer Artilleriekommandeur bei Dien Bien Phu                                                            |       |       |
| 16. März | Larry Cummins                | irischer Leichtathlet                                                                                           | 65    |       |
| 16. März | Franz Jesser                 | sudetendeutscher Publizist und Politiker                                                                        | 84    |       |
| 16. März | Rudolf von Koschützki        | deutscher Pfarrer, Anthroposoph, Landwirt und Schriftsteller                                                    | 87    |       |
| 16. März | Tenna Kraft                  | dänische Opernsängerin                                                                                          | 69    |       |
| 16. März | Rudolf Rieth                 | deutscher Hörspielregisseur, -sprecher und -autor, sowie Schauspieler und Zauberkünstler                        | 64    |       |
| 17. März | Otto Wolter-Pecksen          | deutscher KZ-Arzt und SS-Sturmbannführer                                                                        | 71    |       |
| 18. März | Lina Lüthy-Häberli           | Schweizer Philosophin und erste Polizeiassistentin                                                              | 76    |       |
| 19. März | Walter Braunfels             | deutscher Komponist und Pianist                                                                                 | 71    |       |
| 19. März | Alfred Breslauer             | deutscher Architekt                                                                                             | 87    |       |
| 19. März | Bruno Goetz                  | deutschbaltischer Dichter und Schriftsteller                                                                    | 68    |       |
| 19. März | Ferdinand Raab               | deutscher Industriemanager                                                                                      | 75    |       |
| 19. März | Osvald Závodský              | tschechoslowakischer Kommunist und Spanienkämpfer                                                               | 43    |       |
| 20. März | Ernst Jennrich               | deutscher Gärtner, Opfer der DDR-Diktatur                                                                       | 42    |       |
| 20. März | Otto Johannsen               | deutscher Ingenieur                                                                                             | 89    |       |
| 20. März | Herbert Kienzle              | deutscher Unternehmer                                                                                           | 66    |       |
| 20. März | Jean-Jacques Olivier         | französischer Schriftsteller                                                                                    | 76    |       |
| 21. März | Marston T. Bogert            | US-amerikanischer Chemiker                                                                                      | 85    |       |
| 21. März | Wilhelm Dörr                 | deutscher Ingenieur, Luftschiffkonstrukteur und Politiker (DemP, FDP)                                           | 71    |       |
| 21. März | Otto Uttendörfer             | deutscher Zoologe und Theologe                                                                                  | 84    |       |
| 22. März | Joseph Bauer                 | deutscher Landwirt und Politiker, MdR                                                                           | 73    |       |
| 22. März | Walther Fischer              | deutscher Politiker (CDU), MdHB                                                                                 | 70    |       |
| 22. März | Götz von Götz                | deutscher Verwaltungsbeamter                                                                                    | 73    |       |
| 23. März | Walter Gladisch              | deutscher Marineoffizier und Admiral im Zweiten Weltkrieg                                                       | 72    |       |
| 24. März | Alberto Colombo              | US-amerikanischer Dirigent und Filmkomponist                                                                    | 65    |       |
| 25. März | Gertrud Bäumer               | deutsche Frauenrechtlerin, Politikerin (DDP, DStP), MdR, Sozialarbeiterin                                       | 80    |       |
| 25. März | Otto Kleinschmidt            | evangelischer Geistlicher und Ornithologe                                                                       | 83    |       |
| 25. März | Lutz Korodi                  | Siebenbürger Lehrer und Politiker                                                                               | 86    |       |
| 25. März | Leon Schiller                | polnischer Theaterregisseur und Theatertheoretiker                                                              | 67    |       |
| 26. März | Ferdinand Hardekopf          | deutscher Journalist, Schriftsteller, Lyriker und Übersetzer                                                    | 77    |       |
| 26. März | Charles Perrin               | französischer Ruderer                                                                                           | 78    |       |
| 26. März | Louis Silvers                | US-amerikanischer Filmkomponist                                                                                 | 64    |       |
| 26. März | Louis-Joseph Soulas          | französischer Maler, Grafiker und Illustrator                                                                   | 48    |       |
| 26. März | Else Ulbrich                 | deutsche Politikerin (DNVP, CSVD, später CDU), MdL, MdA                                                         | 63    |       |
| 27. März | Bertha Dißmann               | deutsche Autorin von Hauswirtschafts- und Kochbüchern                                                           | 79    |       |
| 27. März | Walter M. Pierce             | US-amerikanischer Politiker                                                                                     | 92    |       |
| 27. März | Arno Rudert                  | deutscher Redakteur und Zeitungsherausgeber                                                                     |       |       |
| 28. März | Kaare Klint                  | dänischer Architekt und Möbeldesigner                                                                           | 65    |       |
| 28. März | Winifred McNair              | britische Tennisspielerin                                                                                       | 76    |       |
| 28. März | Leo Wehrli                   | Schweizer Geologe, Paläontologe, Fotograf und Forschungsreisender                                               | 84    |       |
| 28. März | Francis Young                | britischer Autor                                                                                                | 69    |       |
| 29. März | Rudolf Ahlers                | deutscher Autor                                                                                                 | 64    |       |
| 29. März | Alwin Domsch                 | deutscher Gutsbesitzer und Politiker (DNVP, CNBL), MdR                                                          | 82    |       |
| 29. März | Dennis Fenton                | US-amerikanischer Sportschütze                                                                                  | 65    |       |
| 29. März | Franziska Reindl             | deutsche Politikerin (SPD)                                                                                      | 67    |       |
| 30. März | Wilhelm Berdrow              | deutscher Archivar und Firmenhistoriker                                                                         | 87    |       |
| 30. März | Joachim Lemelsen             | deutscher Offizier, zuletzt General der Panzertruppe im Zweiten Weltkrieg                                       | 65    |       |
| 30. März | Fritz London                 | deutsch-amerikanischer Physiker                                                                                 | 54    |       |
| 30. März | Thomas Schneider             | deutscher Automobilpionier                                                                                      | 78    |       |
| 30. März | Ernst Tengelmann             | deutscher Unternehmer                                                                                           | 84    |       |
| 31. März | John Walter Jones            | kanadischer Politiker, Premierminister von Prince Edward Island                                                 | 75    |       |
| 31. März | Siegfried Kalischer          | deutscher Neurologe                                                                                             | 91    |       |
| 31. März | Mario Korbel                 | tschechischer Bildhauer                                                                                         | 72    |       |
| 31. März | Emil Kronenberg              | deutscher Kommunalpolitiker, Arzt und Schriftsteller                                                            | 89    |       |
| 31. März | Heinrich Joseph Hermann Lemp | Schweizer Elektrotechniker                                                                                      | 91    |       |
| 31. März | Richard Lee Metcalfe         | US-amerikanischer Politiker                                                                                     | 92    |       |
| 31. März | Anton Zemann                 | österreichischer Bürgermeister von Freistadt                                                                    | 62    |       |
| März     | Evelyn Beatrice Longman      | US-amerikanische Bildhauerin                                                                                    | 79    |       |